# お前しかいねぇ 遊turing RED RICE(from湘南乃風)
「お前しかいねぇ 遊turing RED RICE(from湘南乃風)」（おまえしかいねぇ ユーチャリング レッド・ライス フロム しょうなんのかぜ）は、2015年12月2日にソニー・ミュージックレコーズから発売された遊助の20枚目のシングル。

## 概要
前作「サヨナラマタナ」から約5か月ぶりのシングル。
表題曲の「お前しかいねぇ 遊turing RED RICE(from湘南乃風)」は、『musicるTV』（テレビ朝日系）内の企画で湘南乃風のRED RICEとコラボレーションしている。テーマは「男が歌う冬のラブソング」。
また、遊turing曲がシングル表題曲になるのは初である。

## 販売形態
- 初回生産限定盤A
  - CD+DVD
- 初回生産限定盤B
  - CD+DVD
- 通常盤
  - CDのみ

## 収録曲

### 初回生産限定盤A
CD
1. お前しかいねぇ 遊turing RED RICE(from湘南乃風)
作詞：遊助・RED RICE、作曲：Kobasolo・遊助・RED RICE、編曲：生田真心
2. 道しるべ
作詞：遊助、作曲：Cube Juice・遊助、編曲：Cube Juice
3. Stay just the way you are
作詞：遊助、作曲：渡辺未来・遊助、編曲：渡辺未来
4. お前しかいねぇ 遊turing RED RICE(from湘南乃風) -Instrumental-

DVD
1. 「お前しかいねぇ 遊turing RED RICE(from 湘南乃風)」Music Video
2. 「お前しかいねぇ 遊turing RED RICE(from 湘南乃風)」Music Video Making

### 初回生産限定盤B
1. お前しかいねぇ 遊turing RED RICE(from湘南乃風)
2. 道しるべ
3. ともに
作詞：遊助、作曲：山田裕介、編曲：N.O.B.B
  - 自身の結婚について描いた曲である。
4. お前しかいねぇ 遊turing RED RICE(from湘南乃風) -Instrumental-

DVD
1. 「ひまわり荘2」
2. 「道しるべ」Music Video

### 通常盤
1. お前しかいねぇ 遊turing RED RICE(from湘南乃風)
2. 道しるべ
3. Stay just the way you are
4. 花唄〜Self Sampling〜
作詞：遊助、作曲・編曲：N.O.B.B
  - 遊助がそれまでリリースした曲の中から厳選したフレーズや音楽を組み込んで作成された曲である。